# Koppa (Rural), Koppa
Koppa (Rural) là một làng thuộc tehsil Koppa, huyện Chikmagalur, bang Karnataka, Ấn Độ.